# عابد كرمان (مسلسل)
عابد كرمان هو مسلسل مصري من إخراج نادر جلال، بطولة تيم الحسن وتشاركه البطولة ريم البارودي وعبد الرحمن أبو زهرة وشيرين. مقتبس من قصة حقيقية للجاسوس عبد الرحيم قرمان، هي رواية كنت صديقا لديان.

## أحداث المسلسل في سطور
تبدأ أحداث المسلسل اثر نكسة 1967 التي أصابت المصريين بفجيعة شديدة وتحكي قصة عابد وهو شاب من عرب 1948 يحمل الجنسية الإسرائيلية لديه مزرعة بقرية «ابطن» القريبة من حيفا في إسرائيل، ويعيش في أسرة صغيرة مع والدته وهي من أصل فرنسي «ولها دور كبير في تدريبه على فنون التجسس بعد ذلك»، يعاني عابد من عقدة كره شديد للإسرائيليين بعد أن قاموا بقتل شقيقه أمام عينيه وهو لم يتجاوز العاشرة من عمره.
بدأ عابد حياته متنقلاً بين العديد من الوظائف المختلفة وكان يتسم بالمهارة والذكاء الشديدين وأصبح لديه صيت في بلدته مما جعله محط للأنظار.
وكانت المخابرات المصرية اثر النكسة تريد أن تجعل لها أعيناً داخل إسرائيل فأرسلت أحد قادتها وهو العقيد يوسف الذي ذهب إلى إسرائيل بجواز سفر يهودي وهناك تعرف علي عابد ورشحه للمخابرات المصرية ليعمل لصالحها بعد أن لمس مدى كرهه للإسرائيليين، وبالفعل يذهب عابد إلى أوروبا ويتم تدريبه علي أعلى مستوى وعلى يد كبار الخبراء ليجيد التعامل مع الموساد الإسرائيلي.
ينجح عابد في دخول حيفا ويعمل بالمقاولات بناء علي أوامر المخابرات المصرية، حتى يستطيع بعد ذلك معرفة خرائط خط بارليف، وينجح عابد في إقامة شبكة علاقات قوية بكبار الجنرالات الإسرائيلية حتى يصل إلى موشي ديان وزير الدفاع الإسرائيلي في ذلك الوقت، وتربطه به صداقة قوية لدرجة انه أصبح يلازمه في جميع الحفلات العسكرية ومن هنا بدأ عابد في تنفيذ المهمة الوطنية التي استمرت سبع سنوات مستمرة منذ نكسة 1967 وحتى النصر في حرب أكتوبر 1973.
كما أصبح عابد صديقاً مشتركاً لمعظم قادة الموساد الإسرائيلي، ونجح في نقل أسرار عسكرية مهمة للمخابرات المصرية وخرائط خط بارليف وكان أحد الأسباب الرئيسية للنصر في حرب 1973 بفضل معلوماته الدقيقة التي ساعدت المخابرات كثيراً.
ولكن يحدث مأزق عندما يعرض عليه موشي ديان العمل لصالح الموساد الإسرائيلي وراهن على إخلاصه لباقي القيادات داخل الموساد الإسرائيلي، فيقوم عابد بمعرفة رد المخابرات المصرية التي تطلب منه الموافقة على الفور وهنا يصبح جاسوسا مزدوجاً.
استطاع عابد أن يعمل بنجاح ويخدع الموساد حتى جاء «جيورا زايد» وهو أحد العناصر المهمة داخل الموساد ليوشي بعابد لديهم وبالفعل يكتشفون حقيقة أمره وأنه ظل يخدعهم لسنوات طويلة وكان سبباً رئيسياً لهزيمتهم، وهنا يحاول جيورا القبض عليه ليلقي به في السجن لكن عابد يفر في اللحظات الأخيرة ليصعد علي متن قارب ويجد فيه الضابط المسؤول عنه.

## أبطال المسلسل
- تيم الحسن
- ريم البارودي
- عبد الرحمن أبو زهرة
- شيرين
- ميرنا المهندس
- محمد عبد الحافظ